# Leccionario 197
El Leccionario 197, designado por la sigla ℓ 197 (en la numeración Gregory-Aland), es un manuscrito griego del Nuevo Testamento. Paleográficamente ha sido asignado al siglo XV.

## Descripción
El códice contiene tres lecciones de las Epístolas del leccionario (Apostolarium). Solo 8 hojas (21,5 cm por 15,5 cm) del códice han sobrevivido. El texto está escrito en Caligrafía uncial, en una columna por página, 20 líneas por página.

## Historia
Caspar René Gregory data el manuscrito del siglo XV, el Instituto de Investigación Textual del Nuevo Testamento lo relaciona también con el siglo XV. Se añadió a la lista de los manuscritos del Nuevo Testamento por Frederick Henry Ambrose Scrivener (número 205). Caspar René Gregory lo vio en 1883. El manuscrito no se cita en las ediciones del Nuevo Testamento griego (UBS3). Actualmente, el códice se encuentra en la Biblioteca Bodleiana, en Oxford, Inglaterra.